# Manon (1949)
Manon ist ein Film von Henri-Georges Clouzot, der lose auf dem Roman Manon Lescaut von Abbé Prévost basiert. Erstmals gezeigt wurde der Film im Jahr 1949, im gleichen Jahr wurde er mit dem Goldenen Löwen ausgezeichnet. 1950 erhielt er den Preis der französischen Filmkritik.

## Handlung
Robert Dégrieux, ein Widerstandskämpfer der französischen Résistance, verliebt sich gegen Ende des Zweiten Weltkriegs in das Mädchen Manon, das mit der deutschen Besatzungsmacht kollaboriert haben soll. Als Manon von den Dorfbewohnern wegen ihrer Verbindungen zum Feind geschoren werden soll, fliehen beide zunächst nach Paris, wo sie in kriminelle Machenschaften verstrickt sind. Ein Schlepper bringt sie und andere jüdische Flüchtlinge mit dem Boot nach Alexandria. Bei einem Fußmarsch der Flüchtlinge durch die Wüste nach Palästina wird die Gruppe durch marodierende Beduinen niedergemetzelt; Manon stirbt bei dem Überfall durch eine Kugel.
Um das Ziel, das „Heilige Land“ zu erreichen und Manon zu bestatten, trägt Robert sie durch die Wüste und verleiht so seiner grenzenlosen Liebe zu ihr Ausdruck.

## Kritiken
„Ein oft kalt und grausam wirkender Film, der in Gestaltung und Darstellung dennoch große Kraft ausstrahlt. Beispielhaft für den neuen psychologischen Realismus der Nachkriegsjahre in Frankreich.“